# Мовзен (замок)
Мовзен (фр. Château de Mauvezin) — средневековый замок, расположенный в коммуне Мовзен недалеко от города Капверн в департаменте Верхние Пиренеи, в регионе Окситания, Франция. По своему типу относится к замкам на вершине. Комплекс полностью отреставрирован и открыт для посещения в течение всего года.

## История

### Ранний период
Поселение в данном месте существовало ещё в эпоху Каменного века. Уже две тысячи лет назад там существовало укрепление, где жители окрестных деревень могли спастись во время нападения врагов.
В эпоху Раннего Средневековья здесь появилась ранняя каменная крепость. Ранний феодальный замок был построен в XI веке графами де Бигорр. 

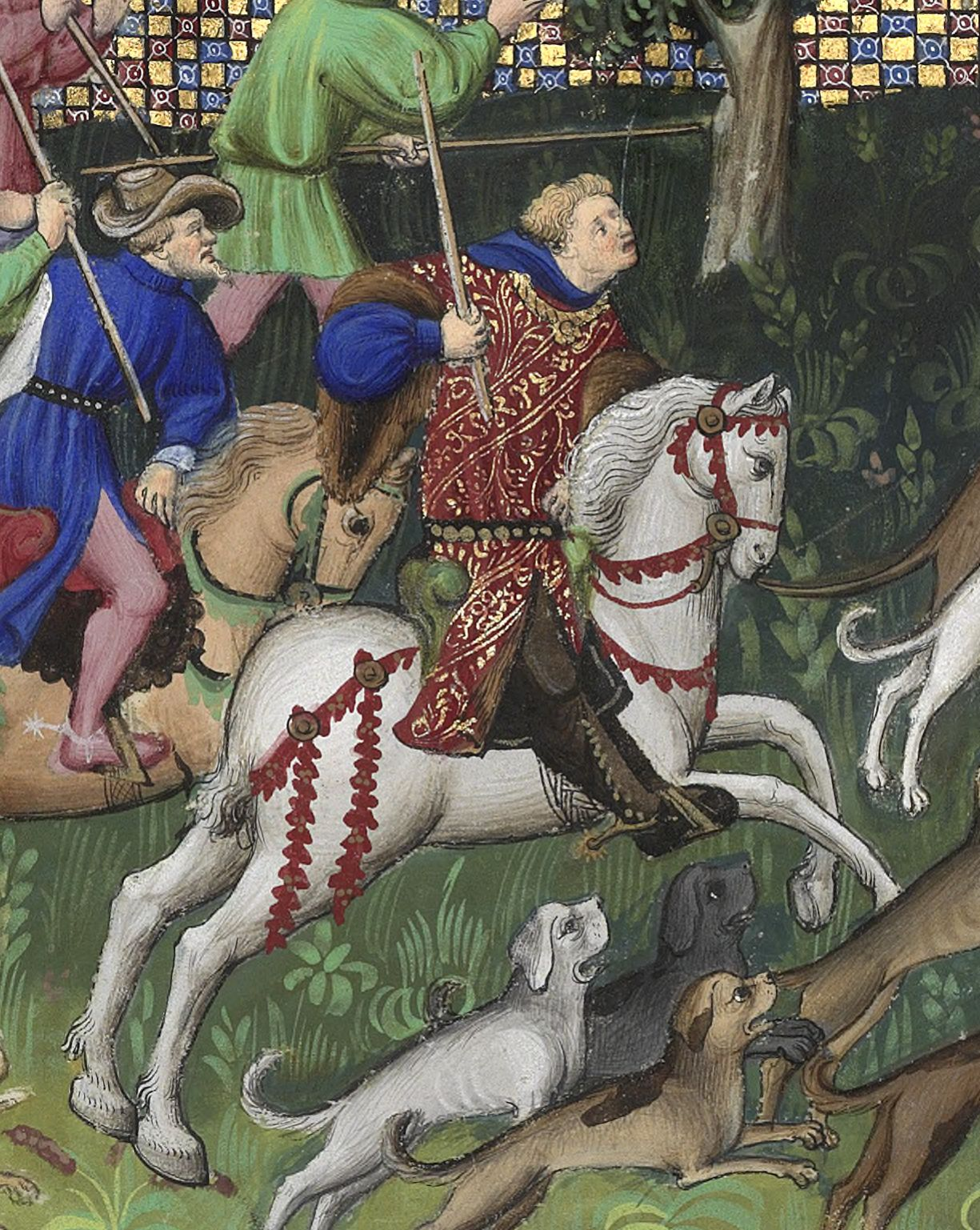
Гастон III де Фуа на средневековой миниатюре

Около 1380 года новый собственник, знаменитый гасконский военачальник Столетней войны Гастон III де Фуа, перестроил замок. Площадь комплекса была расширена, а укрепления модернизированы. Мовзен остался в собственности семьи Беарн-Фуа, выходцы из которой позднее стали королями Наварры. Таким образом, хозяином замка к концу XVI века оказался Генрих IV.

### ЭпохаРенессанса
После того, как в 1607 году графство Бигор утратило прежнюю независимость и стало частью Французского королевства, укрепления замка потеряли прежнее значение. Этот период времени ознаменовался радикальными изменениями в фортификационных науках. Прежние средневековые замки перестали играть роль неприступных твердынь.
Гарнизон покинул замок, а укрепления быстро обветшали. Постепенно жители окрестных деревень превратили заброшенную крепость в каменоломню, из которой брали готовые блоки для своих хозяйственных и жилых построек. Определённым спасением от полного исчезновения для замка оказалась сравнительня удалённость от городков и поселений, что делало вывоз тяжёлых стройматериалов на таким оправданным.

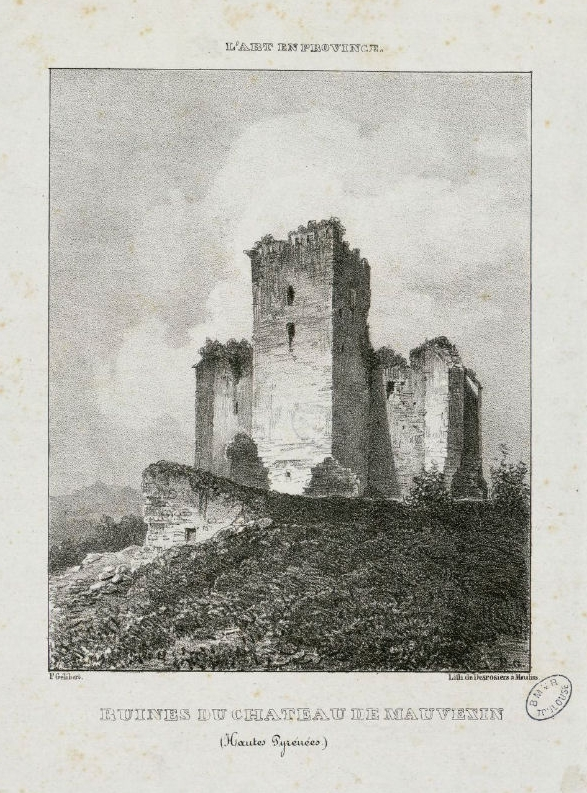
Руины замка на рисунке 1830 года

Пока Мовзен лежал в руинах, в местном фольклоре появились легенды об обитавших там приведениях. Одновременно суеверные люди считали развалины Мовзена местом, где собирались на свои шабаши ведьмы.
Замок оставался в виде груды камней до XIX века. В эпоху романтизма по инициативе местных властей был запрещено разбирать руины на стройматериал и начались работы по консервации оставшихся фрагментов стен и башен от дальнейшего разрушения.

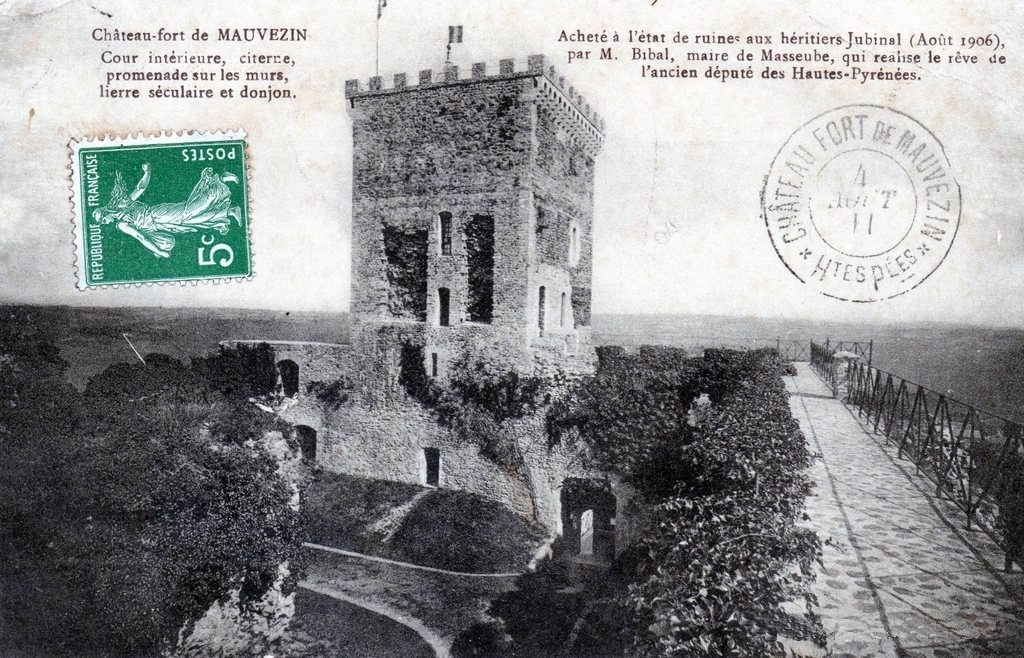
Замок на открытке 1910 года

### XX век
В XX веке начались постепенные реставрационные работы, которые надолго прерывались из-за Первой и Второй мировых войн. В декабре 1941 года Мовзен включили в список исторических памятников Франции. К концу XX века старинные стены и башни были полностью восстановлены.

## Современное использование
Замок Мовзен в настоящее время принадлежит муниципальным властям и является важной местной достопримечательностью. Тысячи туристов ежегодно приезжают в кантон Ланмезан, чтобы посетить средневековый комплекс. Внутри находится историко-фольклорный музей Беарна и Бигора. В замке регулярно проводятся культурно-массовые мероприятия, концерты и фестивали. В замке Мовезен хранится библиотека литературного объединения Escòla Gaston Fèbus, существовавшего во Франции на рубеже XIX-XX веков.
Внутри также оборудованы два видеозала, где можно посмотреть историю замка и рассказ о ходе реставрационных работ. В подземелье в шести помещениях размещена экспозиция с изображением сцен повседневной жизни Средневековья. 
Замок открыт для посещения в течение всего года без выходных (кроме праздников). Групповые экскурсии проводятся каждый день с июле по август. В другое время года требуется предварительная договорённость. Летом каждое воскресенье в замке устраиваются красочные шоу с рыцарскими поединками.

## Описание
Замок Мовзен с его высокими стенами и мощной прямоугольной цитаделью является характерным примером южно-французской средневековой военной архитектуры. Главная башня (донжон) имеет высоту 37 метров. Толщина её стен в основании достигает трёх с половиной метров, а в верхней части – двух метров. К каждому углу, а также к центральной части стен пристроены квадратные оборонительные башни.
Сооружение возводилось по большей части из блоков, которые добывали в расположенных неподалёку каменоломнях Арроса. Местами использовалась кирпичная кладка. Необходимую известь привозили из близлежащих карьеров. Их остатки до сих пор можно увидеть к северо-западу от замка.
Внешние стены образуют квадрат правильной формы. Ширина каждой стороны составляет 35 метров. Стены поднимаются на высоту 15 метров. Для прочности построены толстые контрфорсы. В верхней части стен имеется проход шириной около двух метров. В Средние века здесь размещались площадки для стрельбы для арбалетчиков и лучников.

## Галерея

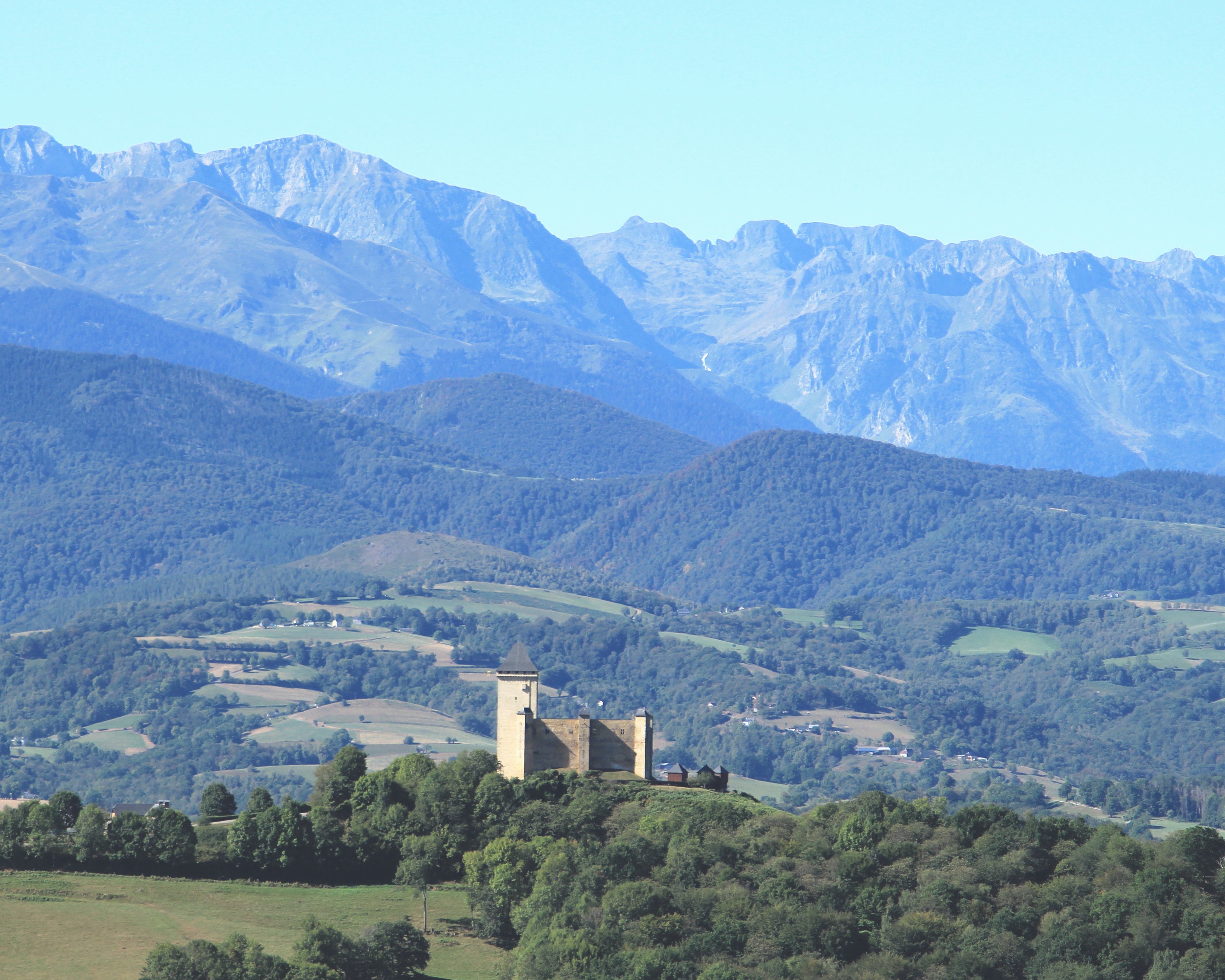
Вид замка на фоне гор
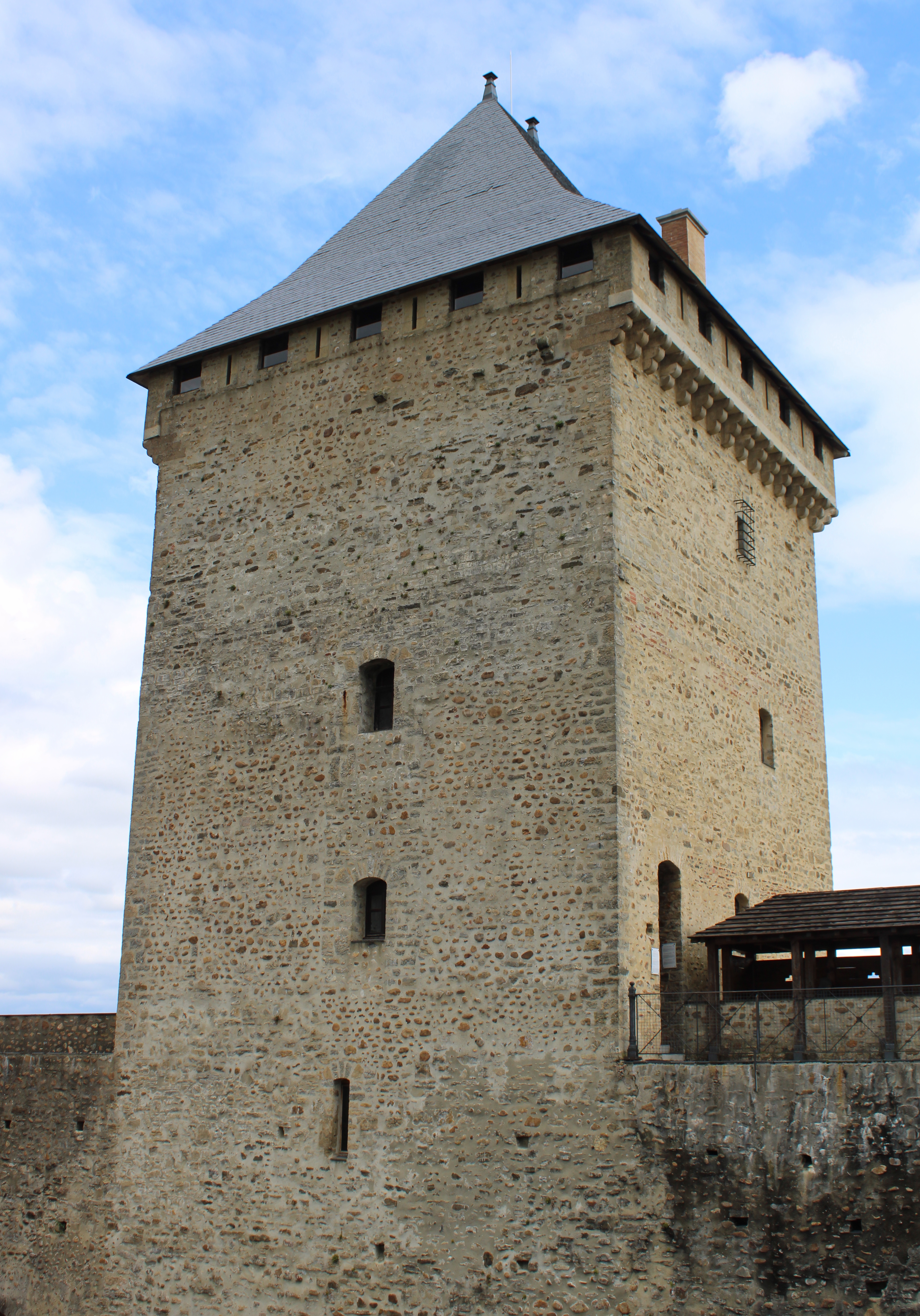
Главная башня (донжон) замка
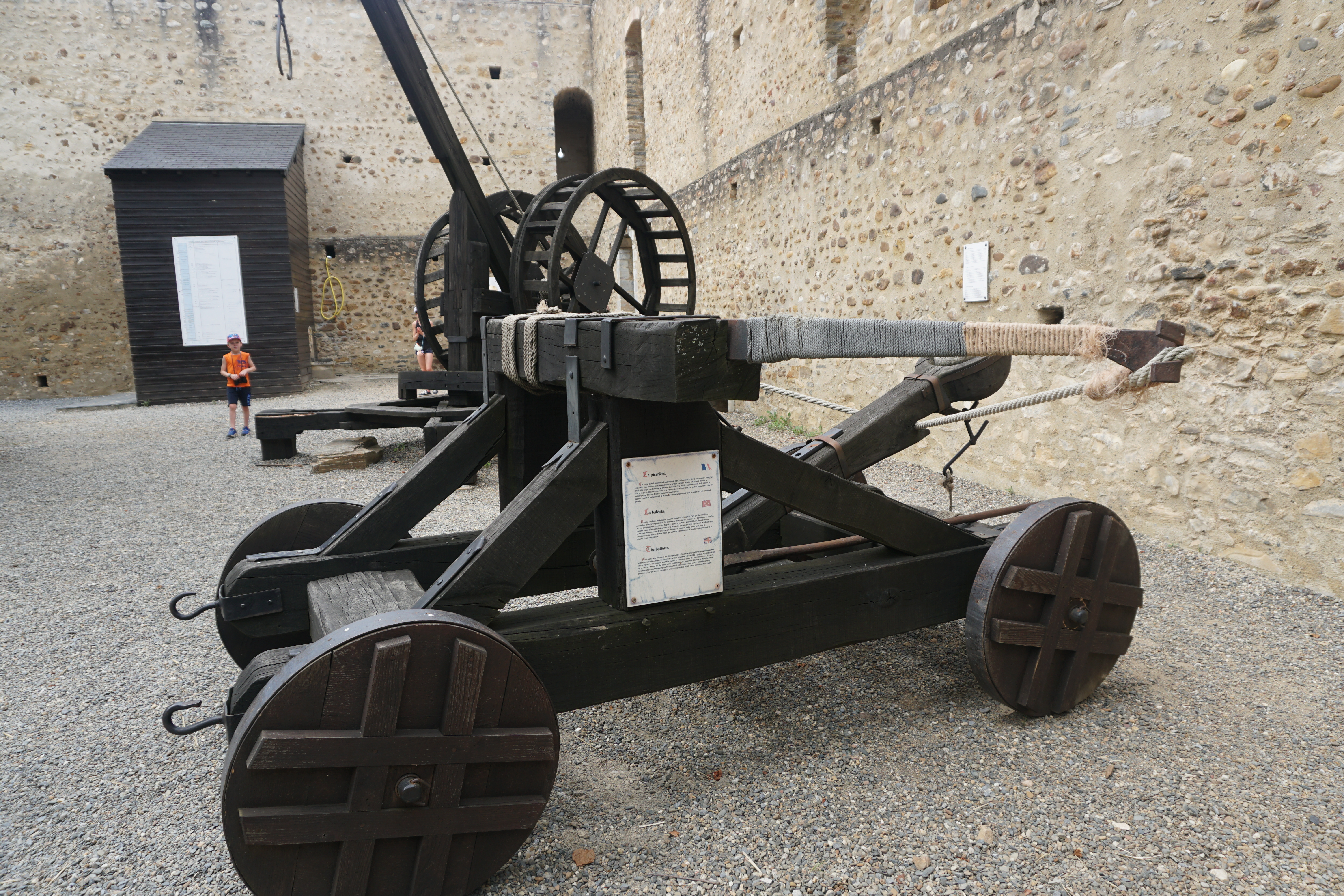
Средневековая баллиста во дворе замка
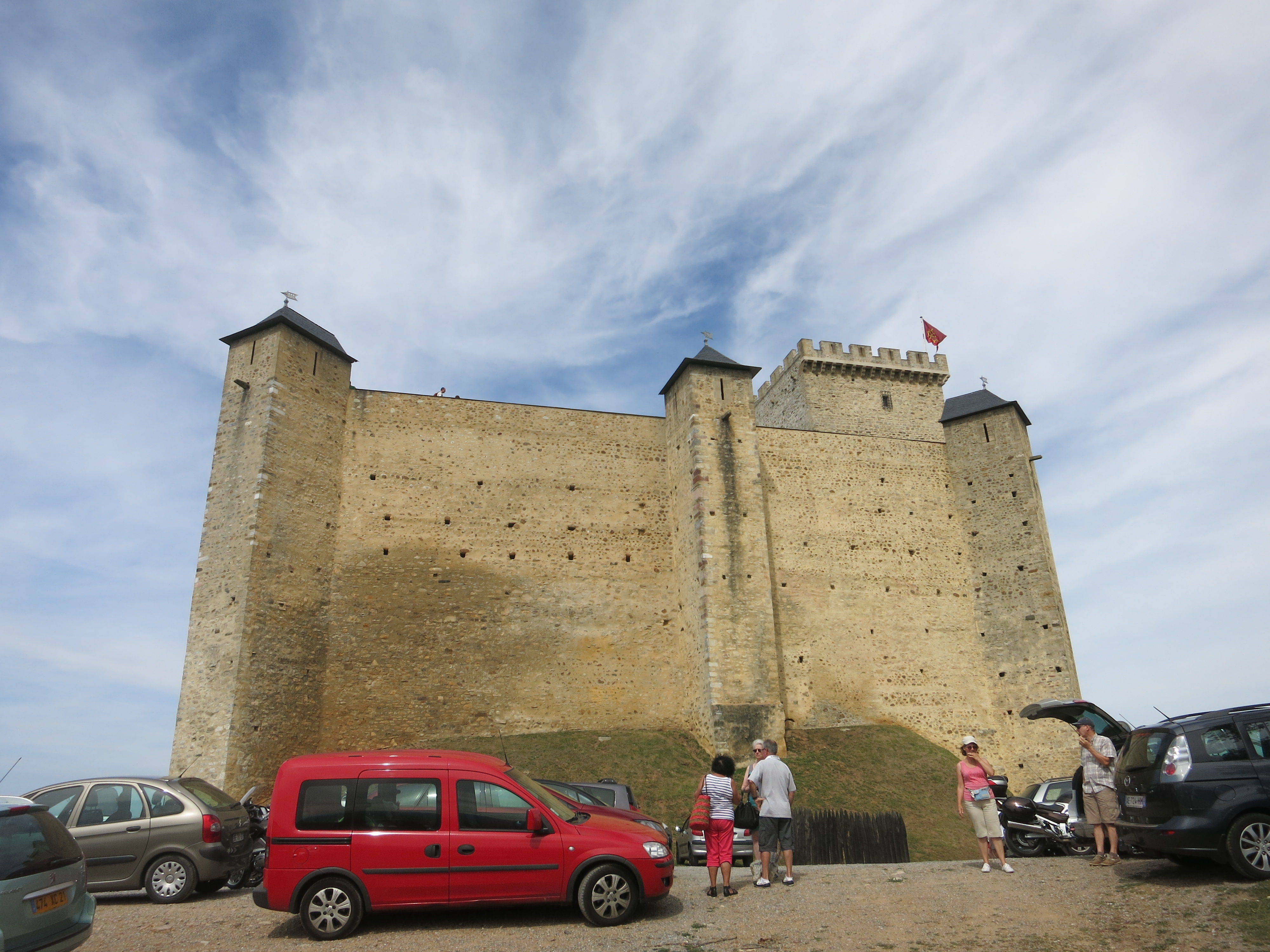
Вид замка с юго-восточной стороны
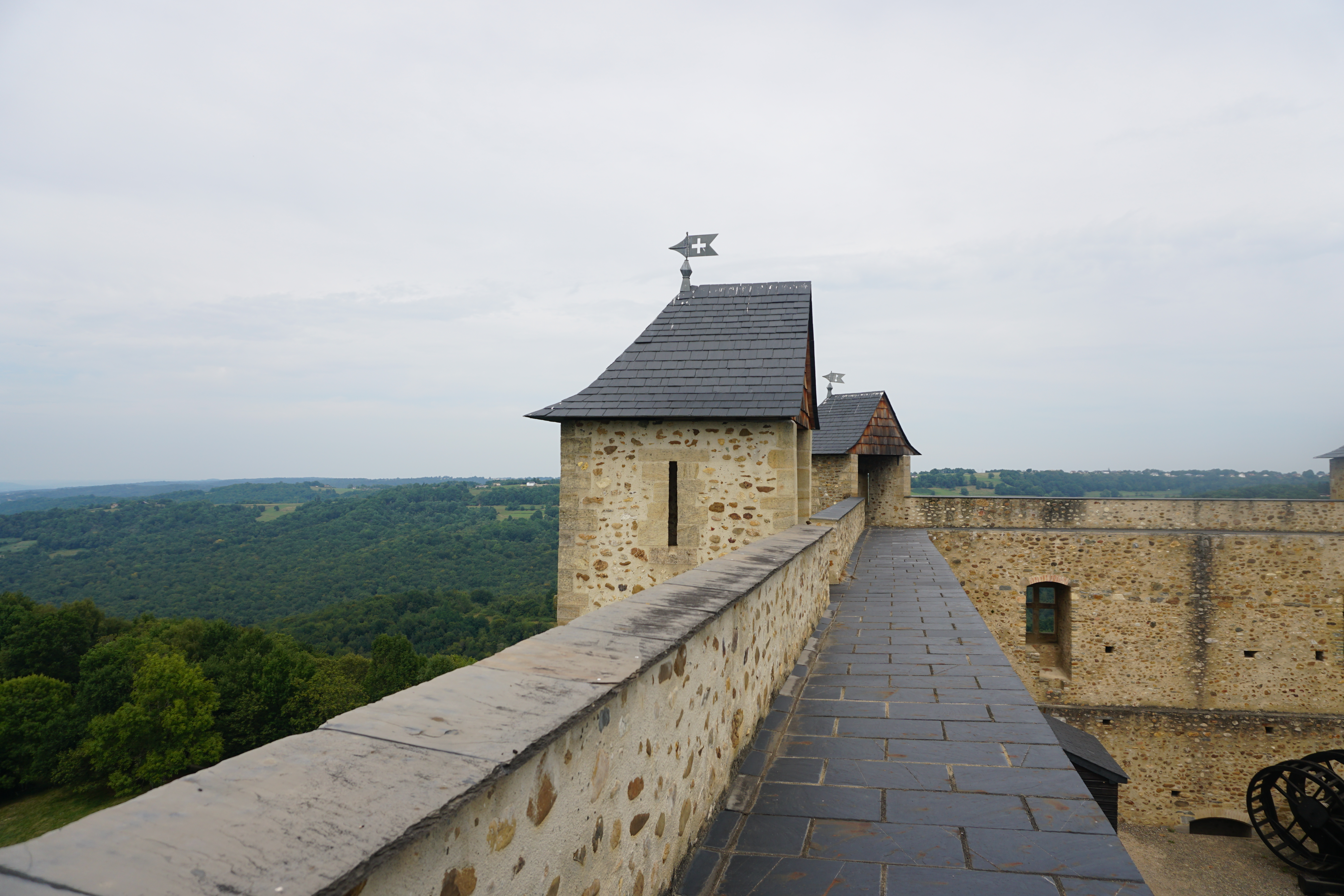
Площадка для стрелков в верхней части стены замка